# Dactylolabis hortensia
Dactylolabis hortensia là một loài ruồi trong họ Limoniidae. Chúng phân bố ở miền Tân bắc.